# 포큐파인 트리

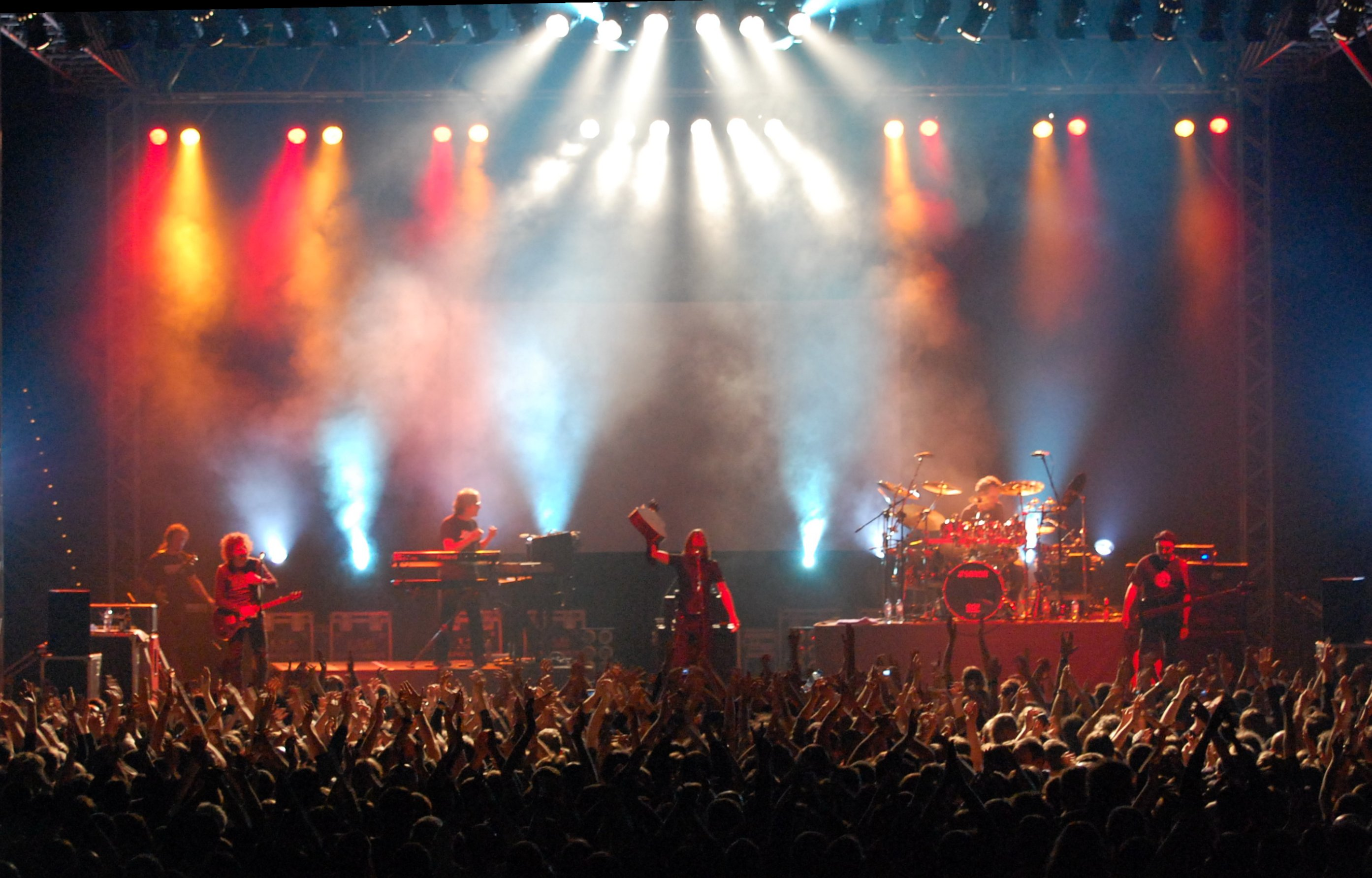
2007년 11월 28일 폴란드 포즈난 아레나에서 라이브 공연 중인 포커파인 트리

포큐파인 트리(Porcupine Tree)는 1987년 음악가 스티븐 윌슨이 결성한 잉글랜드의 프로그레시브 록 밴드이다. 이 밴드는 밴드의 전체 음악을 개발한 윌슨의 솔로 프로젝트로 시작되었다.
1991년에 음반 On the Sunday of Life으로 데뷔하였다.
20년 넘는 커리어 가운데 포커파인 트리는 비평가들과 동료 음악가들로부터 좋은 평가를 받았으며 새로운 아티스트들에 영향을 주는 존재가 되었다. 그러나 클래식 록, 팝매터스 등의 출판물에서 "당신이 들어보지 못한 가장 중요한 밴드"라는 설명과 더불어 주류 음악에서 멀리 떨어져있음이 지적되었다.

## 구성원
- 스티브 윌슨(Steven Wilson, 보컬, 기타, 베이스, 피아노, 키보드)
- 리차드 바비에리(Richard Barbieri, 키보드)
- 콜린 에드윈 (Colin Edwin, 베이스)
- 개빈 해리슨 (Gavin Harrison, 드럼)

## 음반 목록
정규
- On the Sunday of Life... (1992)
- Up the Downstair (1993)
- The Sky Moves Sideways (1995)
- Signify (1996)
- Stupid Dream (1999)
- Lightbulb Sun (2000)
- In Absentia (2002)
- Deadwing (2005)
- Fear of a Blank Planet (2007)
- The Incident (2009)
- Closure / Continuation (2022)